# Krezubice
Krezubice (Pilosa) su red podrazreda viših sisavaca koji žive u Srednjoj i Južnoj Americi.
Krezubice su ranije bile razvrstavane kao Edentata (grč. bezubi), ali kako to ime navodi na krivi zaključak, promijenjeno je, jer samo mravojedi doista nemaju zube. Tipavci (ili  "ljenivci") suprotno ovom nazivu imaju kutnjake, koji rastu neprekidno za vrijeme čitavog života životinje. 
Novija razvrstavanja životinja svrstala su ovaj red u nadred koji u Hrvatskom jeziku još nema imena. Stoga, pobliže o njima pogledaj u članku Xenarthra što je njegov latinski naziv.